# Katholische Hochschule für Kirchenmusik St. Gregorius

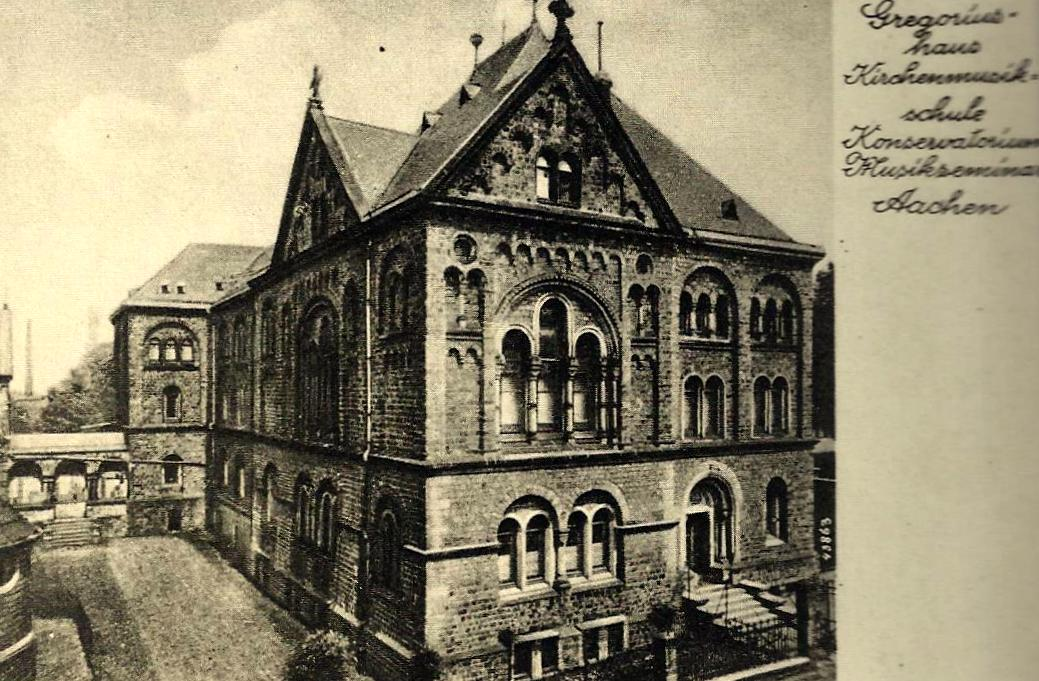
Altes Gregoriushaus in der Eynattener Straße

Die Katholische Hochschule für Kirchenmusik St. Gregorius (KHK St. Gregorius) war eine staatlich anerkannte kirchliche Hochschule in Aachen, die der Ausbildung von Kirchenmusikern diente. Sie wurde 2007 geschlossen.

## Geschichte
Die Katholische Hochschule für Kirchenmusik St. Gregorius wurde 1881 als Kirchenmusikschule St. Gregorius-Haus von Heinrich Böckeler gegründet. Sie befand sich in der Eynattener Straße unweit des Aachener Hauptbahnhofs und bestand aus einem Lehrgebäude und der angeschlossenen St. Gregoriuskirche. Ab 1934 musste die Musikschule die Kirche mit der neu gegründeten Rektoratspfarre St. Gregorius teilen, die sich aus der Ausgliederung von St. Marien in Aachen und St. Johann in Burtscheid gebildet hatte. Nachdem im Verlauf des Zweiten Weltkrieges Lehrgebäude und Kirche durch Bombenangriffe im April 1944 zerstört wurden, fand die Musikschule in der Aachener Weyhestraße Nr. 16 am Fuße des Lousbergs in unmittelbarer Nachbarschaft zum Karmelitinnenkloster Aachen der Unbeschuhten Karmelitinnen in der Lousbergstraße neue Räumlichkeiten. Den Namen Gregoriushaus nahm sie in das neue Domizil mit.
Einer der bedeutendsten Dozenten der ersten Jahre und zuständig für Harmonielehre und Kontrapunkt war ab dem 9. Oktober 1887 der katholische Geistliche und Kirchenmusiker Franz Nekes, der im Jahr 1891 auch Heinrich Böckeler als Stiftskapellmeister nachfolgte. Böckelers Nachfolge als Direktor des Gregoriushauses trat 1899 der Kölner Domvikar und spätere Bischof von Trier Franz Rudolf Bornewasser an.
Im Jahr 2000 wurde die Einrichtung feierlich zur Katholischen Hochschule für Kirchenmusik St. Gregorius Aachen erhoben und stand in der Trägerschaft der Bistümer Aachen, Essen, Trier und Köln. Damit war sie nach der Katholischen Hochschule für Kirchenmusik Rottenburg die zweite katholische Hochschule für Kirchenmusik in Deutschland. Rektor der Hochschule war seit ihrer Neugründung im Jahre 2000 Matthias Kreuels; Bereits 2007 musste sie jedoch aus Kostengründen geschlossen werden, da sie zuletzt nur etwa 30 Studenten hatte. Anschließend wurde das Gebäude zu einem Mehrfamilienhaus mit Eigentumswohnungen umgebaut.

## Direktoren
- Heinrich Böckeler (1881–1899)
- Franz Rudolf Bornewasser (1899–1909)
- Josef Schwalge (1909–1939)
- Peter Weber (1939–1940)
- Heinrich Freistedt (1940–1969)
- Josef Schneider (1970–1994)
- Anselm Hartmann (1994–1999)
- Matthias Kreuels (2000–2007)

## Dozenten
- Michael Hoppe, Professor für Orgelspiel und Tonsatz
- Raymond Janssen, Dozent für Orchesterleitung, Korrepetition und Klavier
- Norbert Jers, Dekan und Dozent für Musikwissenschaften
- Elmar Lehnen, Dozent für Orgel und Chorleitung
- Gregor Linßen, Dozent für Neues geistliches Lied
- Franz Nekes, Dozent für Harmonielehre und Kontrapunkt
- Theodor Pfeiffer, Dozent für Harmonielehre und Komposition
- Thomas Quast, Dozent für Neues geistliches Lied
- Michael Reudenbach, Dozent für Musiktheorie, Analyse und Gehörbildung
- Norbert Richtsteig, Dozent für Orgelimprovisation und Orgelliteraturspiel
- Steffen Schreyer, Professur für Chordirigat
- Alastair Thompson, Dozent für Gesang und Stimmbildung
- Heinrich Weber, Dozent für Orgel und Theorie

## Bekannte Absolventen
- Hans Priem-Bergrath, Violinist und Dirigent
- Berthold Botzet, Domkapellmeister in Aachen
- Marcus Dahm, Kirchenmusiker und Musikwissenschaftler
- Stefan Engels, Organist und Hochschullehrer in Leipzig
- Vincent Heitzer, Domkapellmeister in Bamberg
- Karl-Heinz Höne, Kirchenmusikdirektor in Osnabrück
- Eberhard Lauer, Organist und Kirchenmusikdirektor in Hamburg
- Elmar Lehnen, Organist in Kevelaer
- Hubert Pfeiffer, Organist und Kantor in Barmen
- Hans-Josef Roth, Domkapellmeister in Aachen
- Laurentius Schlieker, Abt der Abtei Gerleve
- Wolfgang Seifen, früher Basilikaorganist in Kevelaer; jetzt an der Udk Berlin
- Franz Surges, Organist und Chorleiter in Eschweiler bei Aachen
- Andreas Warler, bis 2019 Organist an der Basilika im Kloster Steinfeld; jetzt Organist der GdG Hellenthal-Schleiden
- Paul Wißkirchen, Domorganist am Altenberger Dom